# Alton Ellis

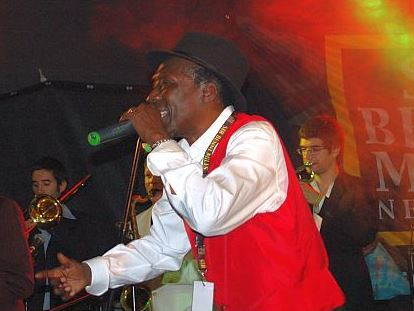
Alton Ellis, The Godfather of Rocksteady.

Alton Nehemja Ellis, född 1 september 1938, död 10 oktober 2008, var en jamaicansk musiker mest känd som en av innovatörerna av rocksteady-musiken och har ofta kallats "Godfather of Rocksteady".,  År 2006 blev han invald i International Reggae And World Music Awards Hall Of Fame (IRAWMA Hall Of Fame).

## Musikkarriär
Ellis föddes 1938 och växte upp i den fattiga stadsdelen Trenchtown i Jamaicas huvudstad Kingston. Familjen var musikalisk, och han lärde sig spela piano vid ung ålder. Han gick i Ebeneezer and Boys' Town schools, där han utmärkte sig i både musik och idrott. Han sökte inledningsvis berömmelse som dansare och deltog i tävlingar under Vere Johns Opportunity Hour. Efter att ha vunnit ett par danstävlingar började han sin sångkarriär 1959 som en del av duon Alton & Eddy tillsammans med Eddy Perkins.
Ellis och Perkins kontrakterades hos Coxsone Dodd och spelades in på dennes Studio One, initialt i R&B-stil, och fick en större hit med "Muriel", en låt Ellis hade skrivit samtidigt som han arbetade som lärling på ett bygge. Denna låt följdes upp med inspelningar som "My Heaven", "Lullabye Angel", "I Know It All", "I'm Never Gonna Cry" and "Yours". Duon spelade också in några låtar för Vincent Chins Randy-etikett, men samarbetet tog slut efter att duon hade vunnit en stor talangjakt. Perkins använde sin andel av vinsten för att flytta till USA. Alton Ellis stannade kvar i Kingston och arbetade som skrivare. Efter att ha förlorat sitt jobb startade han på nytt sin musikkarriär, initialt genom att bilda en ny duo med John Holt. När Holt gick med i sånggruppen Paragons, bildade Ellis en ny grupp –  The Flames. Musikstilen var nu ska, en musik som var unik för Jamaica.
Ellis fortsatte att arbeta för Dodd och sedan även för dennes ärkerival, Duke Reid, på skivmärket Treasure Isle. År 1966 blev ska omodernt och ersattes av rocksteadyns långsammare takter. Rocksteady kom att associeras med den våldsamma Rude boy-subkulturen i jamaicanska dancehall och sound systems (mobila gathörnsdiskotek). Många artister gjorde låtar som på ena eller andra sättet hänvisade till dessa rude boys. Så även Ellis, men hans singlar var konsekvent anti-rudie, däribland " "Don't Trouble People", "Dance Crasher", och "Cry Tough", i motsats till artister som Bob Marley, som Ellis beskyllde för att glorifiera rudies. Inspelningarna med The Flames (som hade en varierande uppställning, som inkluderade hans bror Leslie Ellis, David "Baby G" Gordon och Winston Jarrett), genererade stora nationella hits som "Girl I've Got a Date", "Cry Tough" och "Rock Steady", som var den första låten som hänvisade till namnet på den nya musikgenren. Under de två år som rocksteady dominerade den jamaicanska musiken, fortsatte Alton Ellis and The Flames att släppa hitlåtar på Treasure Isle, och samarbetade med artister som Lloyd Charmers, Phyllis Dillon och The Heptones. Han dominerade stundtals den jamaicanska musikscenen. Hans Mr Soul of Jamaica-album 1967 anses vara ett av musikhistoriens ultimata rocksteady-album.
Under slutet av 1960-talet och början av 1970-talet började musiken förändras mot reggae, även om det tog några år innan den hade hittat sin form. Alton Ellis spelade in hos några av Jamaicas då främsta producenter, och fick två stora hits i samarbetet med Lloyd Daley genom låtarna "Deliver Us" och "Back to Africa". Han gjorde även inspelningar för Bunny Lee, Keith Hudson, och Herman Chin Loy. Ellis turnerade i Storbritannien 1967 med Ken Boothe och Studio Ones husband Soul Vendors. När han återvände till Jamaica samarbetade han med Dodd och spelade in låtar som skulle finnas med på hans debutalbum (men som blev hans andra) Alton Ellis Sings Rock & Soul. Han började också att producera sina egna singlar, däribland "My Time Is The Right Time" och "The Message". 
Ellis återvände regelbundet till England och arbetade med flera Londonbaserade producenter, och efter att ha tillbringat ett par år i Kanada, bosatte han sig permanent i Storbritannien 1972. Även om Alton Ellis aldrig blev något stort namn inom reggae, fortsatte han att spela in och uppträda regelbundet. I början av 1980-talet samarbetade han med nya producenter som Henry "Junjo" Lawes, Sugar Minott och King Jammy. Han öppnade också skivaffären All-Tone i södra London, och startade ett skivbolag med samma namn.
Rytmen i låten "Mad Mad" (Mad Man riddim), som först spelades in av Ellis 1967, skulle senare komma att återanvändas i mer än hundra andra låtar. Den omedelbart igenkännbara inledningen med tre toner fallande blåsinstrument omtolkades av Henry "Junjo" Lawes och så småningom allmänt känd som Diseases riddim. Detta reggae-riddim nyttjades exempelvis i Yellowmans hitlåt "Zungguzungguguzungguzeng", vilken i sin tur har samplats och omtolkas av en lång rad populära hiphop-artister, inklusive KRS-One, The Notorious BIG, Tupac Shakur och Blackstar. Denna konstanta omtolkning och återanvändning har gjort Ellis till en viktig men föga känd influens i utvecklingen av dancehall, reggae och hiphop.
År 2004 var tilldelades den då 65-årige Alton Ellis Order of Distinction av den jamaicanska regeringen som ett erkännande av hans insatser. Ellis dog den 10 oktober 2008 på Hammersmith Hospital, västra London, av cancer. Hans död föranledde ett uttalande från Jamaicas minister i kultur, ungdomsfrågor och idrott, Olivia 'Babsy' Grange, som sade att "även när vi sörjer den store Alton Ellis, måste vi tacka honom för hans monumentala bidrag till utvecklingen av Jamaicas populärmusik". Begravningen och firandet av hans liv ägde rum den 3 november 2008 med deltagande från musikindustrin och regeringen. Ett "tribute"-uppträdande engagerade artister som Winston Francis, Tinga Stewart, George Nooks, Tony Gregory, Ken Boothe, Judy Mowatt och Carlene Davis.

## Diskografi

### Album
- Mr Soul of Jamaica (Treasure Isle, 1967)
- Sings Rock and Soul (Studio One, 1967)
- The Best Of (Coxsone, 1969)
- Sunday Coming (Coxsone, 1970)
- Greatest Hits (Count Shelly, 1973)
- Still in Love (Horse, 1977)
- A Love to Share (Third World, 1979)
- Showcase (Studio One, 1984)
- Slummin' (Abraham, 198?)
- A New Day (Body Music, 1983)
- Daydreaming (Silver Camel, 1983)
- 25th Silver Jubilee (Sky Note, 1984)
- Continuation (All Tone, 1985)
- Jubilee Volume 2 (Sky Note, 1985)
- Here I Am (Angella, 1988)
- Family Vibes (All Tone, 1992)
- Cry Tough (Reissue of Greatest Hits (1973) with extras on Heartbeat, 1993)
- Man From Studio One (All Tone, 1994)
- Change My Mind (Orchard, 2000)
- More Alton Ellis (T.P., 2001)
- Live with Aspo: Workin' on a Groovy Thing (Belleville International/Patate Records, 2001)

I samarbete med The Heptones
- Mr Ska Bean'a (Cha Cha, 1981)
- Alton Ellis Sings, Heptones Harmonise (1978–80) (Jet Star, 19??)

I samarbete med Wayne McGhie
- Wayne McGhie and the Sounds of Joy (Birchmount, Canada, 1970)

I samarbete med Hortense Ellis
- Alton & Hortense Ellis at Studio 1 (Heartbeat, 1990)

### Samlingsalbum
- Many Moods of Alton Ellis (1978–80) (Tele-Tech, 1980)
- Reggae Valley of Decision (197X) (House of Reggae, 1996)
- Soul Groover (Trojan, 1997)
- Arise Black Man (1968–78) (Moll Selekta, 19??)
- Reggae Max (Jet Star, 1997)
- The Duke Reid Collection (Rhino, 1999)
- Get Ready for Rock Reggae Steady (1967–74) (Jamaican Gold, 1999)
- My Time Is the Right Time (1966–71) (Westside, 2000)
- Soul of Jamaica (Bianco, 2001)
- Be True to Yourself (1965–73) (Trojan, 2004)
- All My Tears (1965–68) (Brook, 2006)
- It Hurts Me So (Essential Gold, 2006)
- Reggae Chronicles (Hallmark, 2006)
- Muriel (All Tone, 2007)